# Brad Haddin
Bradley James Haddin, dit Brad Haddin, est un joueur de cricket international australien né le 23 octobre 1977 à Cowra. Gardien de guichet et batteur, il débute avec la Nouvelle-Galles du Sud en 1999 et dispute son premier One-day International (ODI) avec l'équipe d'Australie en 2001. Barré en sélection par Adam Gilchrist, il dispute son premier test-match en 2008 après la retraite internationale de celui-ci.

## Équipes
- Nouvelle-Galles du Sud

## Palmarès
- Vainqueur de la Coupe du monde de cricket en 2007.

## Sélections
- 21 sélections en ODI.
- 1  sélection en Twenty20 International.